# Nanotechnology
Nanotechnology is een internationaal, aan collegiale toetsing onderworpen wetenschappelijk tijdschrift op het gebied van de nanotechnologie. Het wordt uitgegeven door IOP Publishing namens het American Institute of Physics en verschijnt 50 keer per jaar. Het eerste nummer verscheen in 1990.